# دان بيترمان
دان بيترمان (بالإنجليزية: Dan Peterman)‏ هو فنان أمريكي، ولد في 1960 في منيابولس في الولايات المتحدة.